# HomeKit
HomeKit est un logiciel de domotique développé par Apple qui permet à l'utilisateur de contrôler les objets connectés de sa maison intelligente via son iPhone, iPad, Apple Watch, HomePod ou Mac. Il est possible de créer différentes pièces virtuelles dans lesquelles l'utilisateur place ses objets connectés mais également des scénarios d'actions automatiques appelés scènes. L'utilisateur peut ainsi contrôler l'ensemble des objets de sa maison sur une seule application dédiée Maison ou bien par requête vocale en utilisant Siri, l'assistant vocal d'Apple. HomeKit a d'abord été publié avec iOS 8 en septembre 2014 et a ensuite été inclus dans macOS Mojave.
La marque attribue l'appellation « Made for iPhone/iPod/iPad » aux appareils HomeKit.

## Vue d'ensemble
HomeKit utilise les réseaux sans fil Bluetooth et Wi-Fi pour communiquer avec différents objets connectés. Avant iOS 11, les fabricants d'objets connectés devaient implémenter une puce de chiffrement propriétaire, mais depuis cette contrainte a été levée pour une solution logicielle. Les accessoires peuvent ne pas être certifiés HomeKit s’ils sont connectés via une passerelle ou pont et si cet appareil lui, est certifié HomeKit. Des solutions Open source existent pour rendre compatible des accessoires qui ne le sont pas officiellement, notamment HomeBridge.
HomeKit est une solution pour la domotique comparable avec d'autres, tel que Amazon Alexa ou Google Home.

### Protocoles utilisés
HomeKit est un framework basé sur plusieurs protocoles réseaux : le Wi-Fi, le Bluetooth , le NFC et, depuis le HomePod Mini: le Thread. Seul l'adoption du Thread permet un réseau maillé et résilient alors que le Wi-Fi et le Bluetooth demandent un concentrateur ou un routeur Wi-Fi à portée de l'accessoire. Le NFC est uniquement utilisé pour les phases de configuration.

### Catégories d'objets compatibles
HomeKit est compatible avec un grand nombre d'objets connectés suivants.
- Caméras
- Capteurs
- Climatiseurs
- Enceintes
- Humidificateurs
- Interrupteurs
- Lumières
- Passerelles (ponts de connexion)
- Porte de garage
- Prises électriques
- Purificateurs d'air
- Récepteurs
- Robinets
- Routeurs
- Sécurité
- Serrures
- Sonnettes
- Stores et volets
- Système d'arrosage
- Téléviseurs
- Thermostats
- Ventilateur

### Concentrateurs

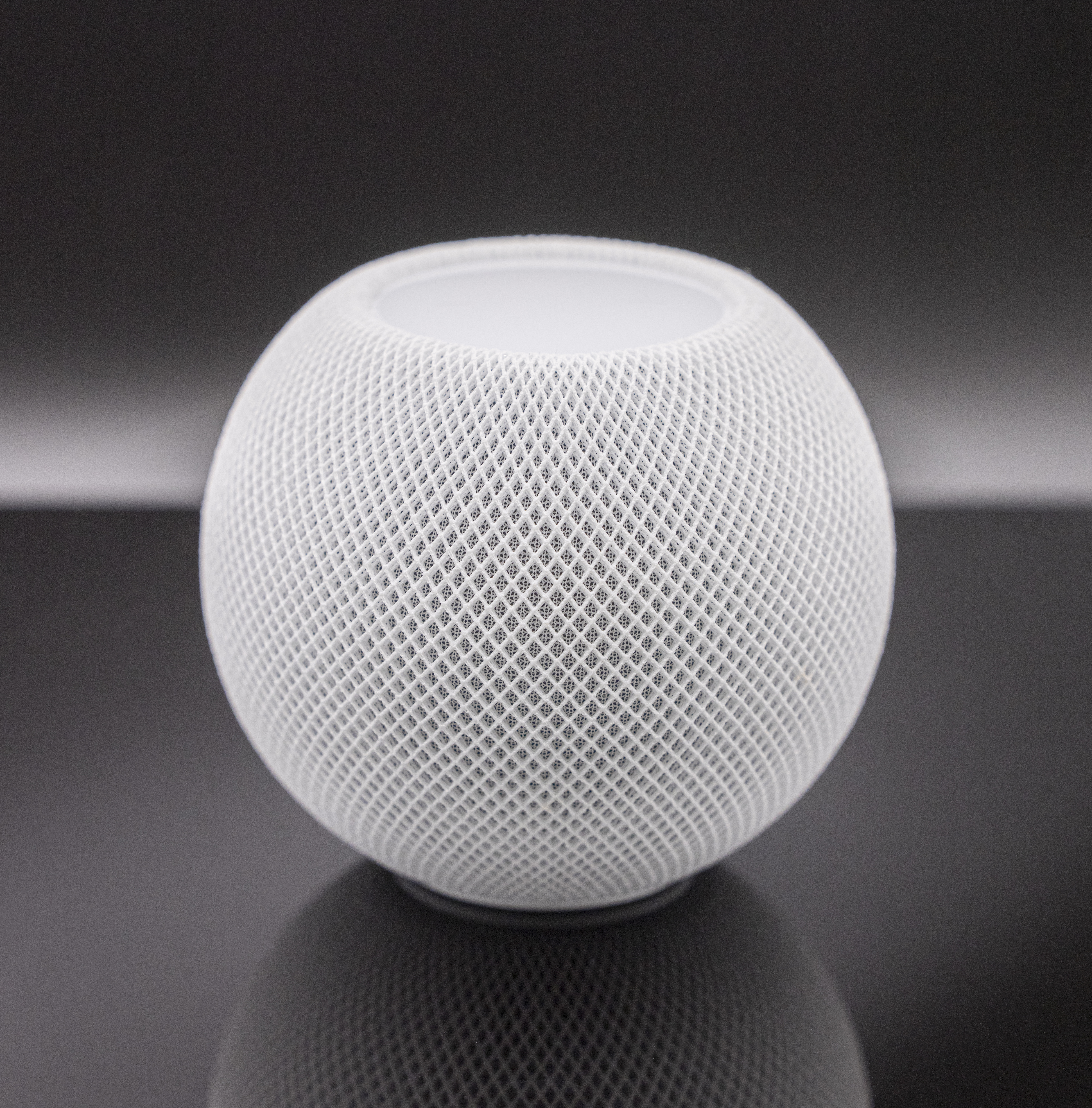
HomePod mini blanc, utilisable comme concentrateur HomeKit pour accéder à l'app Maison en dehors de son Wi-Fi privé.

Un HomePod, un HomePod Mini ou une Apple TV de 4e génération ou plus peuvent être utilisé comme concentrateur domestique afin d'avoir accès à distance aux services d'HomeKit, services normalement locaux, et de pouvoir créer des automatismes basés sur la géolocalisation d'appareils iOs des résidents du domicile. Cependant, ces concentrateurs ne peuvent interagir à distance avec les accessoires de sécurité qu'avec une authentification préalable (portes, garage, alarmes, etc.). , L'iPad a pu fonctionner comme concentrateur jusqu'à iOS 15. Depuis iOS 16, la nouvelle architecture interne ayant ajouté le support de Thread et Matter ne le permet plus.

### Ponts
Des passerelles, ponts, concentrateurs ou box d'autres constructeurs peuvent s'intégrer dans HomeKit afin que leurs accessoires respectifs soient reconnus en tant qu'accessoires HomeKit sans devoir les appairer individuellement.  C'est le cas par exemple du pont Philips Hue 2e génération, de la passerelle Ikea Tradfri ou encore de la Gateway Xiaomi 3ème génération. Cependant, certains accessoires connectés à un pont compatible HomeKit ne seront pas forcément intégrés dans HomeKit; citons l'exemple des ampoules ZigBee tierces parties connectées à un pont Philips, ou d'accessoires dont la technique ne permet pas une reconnaissance HomeKit, comme les capteurs pour plantes Xiaomi qui sont passifs : Apple exige une communication bidirectionnelle permanente avec les accessoires pour être intégrés officiellement.

### HomeKit Secure Video
Les caméras compatibles HomeKit Secure Video permettent de profiter du chiffrement du flux video via le concentrateur HomeKit en lieu et place de serveurs internet hors du domicile. Même si l'installation de ces caméras doit se faire avec une application constructeur dédiée, une fois appairée dans l'app Maison, il est possible de supprimer l'application utilisée pour la configuration initiale. Les caméras deviennent des caméras locales uniquement accessible via l'application Maison.

## Application Maison

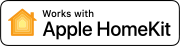
Ce badge "Works with Apple HomeKit" met en évidence les appareils certifiés compatibles avec HomeKit.

### Version iOS
HomeKit a d'abord été publié en septembre 2014 avec iOS 8. L'application Maison a été diffusée en septembre 2016 avec iOS 10 afin d'unifier les différents accessoires au sein de la même application. Cette application a permis de programmer des automatismes et de paramétrer des scènes, pour permettre d'agir sur plusieurs accessoires avec une seule commande. En septembre 2022, l'application Maison a bénéficié d'une refonte générale de son interface utilisateur avec iOS 16.

### Version macOS
L'application Maison a été ajoutée au Mac avec macOS 10.14 Mojave en décembre 2018. Depuis la nouvelle architecture HomeKit d'iOS 16.4, les ordinateurs doivent avoir macOS Ventura ou plus récent. Les macs plus anciens ne sont plus compatibles.

### Version tvOS
L'application Maison a été ajoutée à tvOS 14 en septembre 2020 dans une version ne permettant que de piloter les caméras et les scènes, mais pas les accessoires individuellement.

### Pièces
Les objects connectés s'organisent par pièces afin de regrouper et contrôler plus facilement les accessoires, ainsi que par zones, pour définir des étages par exemple. Ceci permet de lancer des commandes groupées avec Siri, qui ne correspondent pas forcément à des pièces. Par exemple, l'utilisateur peut demander à Siri d'allumer toutes les lumières du rez-de-chaussée, même si les lumières de cette zone sont dans plusieurs pièces.

### Scènes
Les scènes sont des raccourcis pour effectuer plusieurs actions en même temps. Par exemple, une scène "Bonne nuit" peut éteindre toutes les ampoules connectées, allumer les veilleuse, éteindre le téléviseur, etc, en une seule action utilisateur ou via une automatisation.

### Automatisations
Les automatisations peuvent être basées sur l'arrivée ou le départ d'un occupant (geofencing de l'iPhone), selon un horaire précis ou variable (aube, crépuscule), par des détecteurs de mouvement, selon l'occupation ou pas du domicile (présence ou pas d'iPhones enregistrés en tant qu'occupants) ou encore selon l'activité d'un accessoire : déclenchement d'une action si un accessoire s'enclenche ou se déclenche, par exemple. Un automatisme peut activer/modifier/désactiver un ou plusieurs accessoires et/ou une ou des scènes. Pour bénéficier de l'intégralité des fonctions des automatismes, la présence d'un concentrateur telle qu'un HomePod ou une Apple TV est nécessaire.
De nombreux capteurs peuvent déclencher des automatisations : mouvement, luminosité, température, hygrométrie, détecteur de fumée, détecteurs de monoxyde ou dioxyde de carbone, contact, vibration, densité de composés organiques volatils, etc. L'état des accessoires peut également déclencher une automatisation : si une accessoire s'allume ou s'éteint, selon l'ouverture ou la fermeture d'un volet roulant, store, porte de garage ou encore du système d'alarme (activation, enclenchement, déclenchement).

#### Raccourcis Siri
Les raccourcis Siri sont également intégrés dans l'application Maison et permettent de créer des automatisations plus avancées, notamment avec des scripts de conditions, basé sur la météo, des capteurs climatiques (luminosité, humidité, qualité de l'air, etc.) des scripts systèmes, des balises NFC, des requêtes HTTP ou d'autres type de commandes. A contrario de l'application Maison qui est prévu pour un usage rapide et confortable, les raccourcis Siri offrent un niveau d'automatisation avancé permettant de nombreuses personnalisations qui peuvent s'avérer complexes pour le néophyte.